# 20 000 Lieues sous les mers (téléfilm, 1973)
 (novembre 2017).
Si vous disposez d'ouvrages ou d'articles de référence ou si vous connaissez des sites web de qualité traitant du thème abordé ici, merci de compléter l'article en donnant les références utiles à sa vérifiabilité et en les liant à la section « Notes et références ».
Pour plus de détails, voir Fiche technique et Distribution.
20 000 lieues sous les mers (Twenty Thousand Leagues Under the Sea) est un film d'animation australo-américain réalisé par William Hanna et Joseph Barbera, diffusé le 22 novembre 1973 sur CBS.
Le téléfilm a été diffusé dans les années 1980 sur FR3.

## Synopsis
Le professeur Arronax et le marin Ned Land à la suite de l'attaque d'un vaisseau sous-marin d'une conception révolutionnaire font la connaissance de son commandant, le capitaine Nemo et vont vivre d'extraordinaires aventures.

## Fiche technique
- Titre original : 20 000 Leagues Under the Sea
- Titre français : 20 000 lieues sous les mers
- Réalisation : William Hanna et Joseph Barbera
- Scénario : Draper Lewis d'après le roman de Jules Verne
- Musique : Hoyt Curtin et Bob Young
- Production : William Hanna, Joseph Barbera et Zoran Janjic
- Montage : Peter Addison, Peter Jennings, Catherine MacKenzie, Ian Spruce et Graham Whelan
- Création des décors : Andrea Bresciani
- Distribution : CBS
- Pays d'origine :  Australie,  États-Unis
- Format : couleur
- Genre : Animation, Aventure
- Durée : 50 minutes
- Date de sortie :
  - États-Unis : 22 novembre 1973

## Distribution

### Voix originales
- Tim Elliott
- Ron Haddrick
- Don Pascoe

### Voix québécoises
- Jean Fontaine : Helmut / Farragut
- Victor Désy : Ned Land
- Jean-Louis Millette : Richard Hanson
- Luc Durand : Capitaine Némo
- Edgar Fruitier : Pierre Aronax

Source

## DVD
Le film a fait l'objet d'une sortie sur le support DVD :
- 20 000 lieues sous les mers (DVD Keep-Case) sorti dans la collection Les Grands Classiques édité par Integral Family. Le ratio écran est en 1.33:1 plein écran uniquement en français sans sous-titres et sans suppléments. ASIN B00HL5SL8K